# نامه‌گاوا، سایتاما
نامه‌گاوا، سایتاما (به لاتین: Namegawa, Saitama) یک منطقهٔ مسکونی در ژاپن است که در استان سایتاما واقع شده‌است. نامه‌گاوا ۲۹٫۶۸ کیلومترمربع مساحت و ۱۸٬۲۹۵ نفر جمعیت دارد.